# Metodo Feuerstein
Il metodo Feuerstein prende il nome dallo psicopedagogista israeliano, nato in Romania, Reuven Feuerstein, che lo ha elaborato per sviluppare l'intelligenza di bambini con problemi di apprendimento o con disabilità intellettiva, oppure interessati da sindrome di Down.

## Il metodo
Il metodo è oggi applicato oltre che a studenti, a persone adulte, ad esempio lavoratori che devono aggiornarsi alle nuove tecnologie, disoccupati ed emarginati.

La prima fase del metodo prevede la valutazione dinamica della propensione all'apprendimento (LPAD) di un bambino o di un adulto (si differenzia quindi in modo marcato dalla misurazione del quoziente intellettivo per strumenti, modalità e scopo della valutazione) per poi svilupparne appunto l'intelligenza con apposito insegnamento centrato sulla mediazione didattica, fatta da una persona professionalmente preparata ad applicare il metodo in uno dei centri accreditati ufficialmente.

## L'applicazione
La parte applicativa del metodo è il Programma di Arricchimento Strumentale (PAS). Esso prevede lo svolgimento di particolari esercizi (sempre sotto la guida di un insegnante), diretti a sviluppare l'intelligenza, che è intesa come proprietà dinamica della mente, cioè modificabile (teoria della modificabilità cognitiva).
 
Gli esercizi del programma, per esempio, educano l'allievo a controllare l'impulsività quando si deve rispondere a una domanda o risolvere un problema; a riflettere prima di compiere ogni azione; a chiedersi sempre quale è il problema e come lo si è risolto, e perché si ha avuto successo o meno.

In breve, attraverso il metodo Feuerstein l'individuo può divenire consapevole dei processi mentali che attiva durante l'apprendimento o la risoluzione dei problemi. Conscio dei propri processi mentali, potrà modificarli per meglio imparare e risolvere problemi di varia natura (non solo matematici o scolastici).

Riepilogando: se opportunamente stimolato, il cervello è in grado di modificare la propria struttura e le proprie funzioni (in neurofisiologia si parla di plasticità cerebrale).
L'applicazione del metodo a livello internazionale ha dimostrato la teoria di Feuerstein: a ogni età qualsiasi individuo può cambiare e potenziare le proprie abilità cognitive, migliorando così il rapporto con l'ambiente.

## Concetto di intelligenza
Secondo il metodo Feuerstein, l'intelligenza non è un tratto ereditato geneticamente e perciò immutabile; è invece uno stato, risultato di diverse componenti, di cui quella genetica non è la sola né la più importante.
L'intelligenza è la propensione dell'organismo a modificarsi nella sua struttura cognitiva, in risposta al bisogno di adattarsi a nuovi stimoli, di origine interna o esterna che siano (Feuerstein 1998)